# Koreatall

Koreatall (Pinus koraiensis) är en tallväxtart som beskrevs av Philipp Franz von Siebold och Joseph Gerhard Zuccarini. Pinus koraiensis ingår i släktet tallar och familjen tallväxter. IUCN kategoriserar arten globalt som livskraftig. Inga underarter finns listade i Catalogue of Life.
Arten förekommer på Koreahalvön, i de kinesiska provinserna Heilongjiang och Jilin, på de japanska öarna Hokkaido och Honshu samt i östra Ryssland. Den växer i regioner som ligger 200 till 2500 meter över havet. I utbredningsområdet nära havet kan mycket regn förekomma under sommaren men längre mot inlandet är vädret mer torrt.
Koreatall bildar ofta skogar där den tillsammans med ussurigran är det dominerande trädet. Den kan även ingå i barrskogar med andra tallväxter eller i blandskogar med ekar, björkar och arter av poppelsläktet.

## Bildgalleri

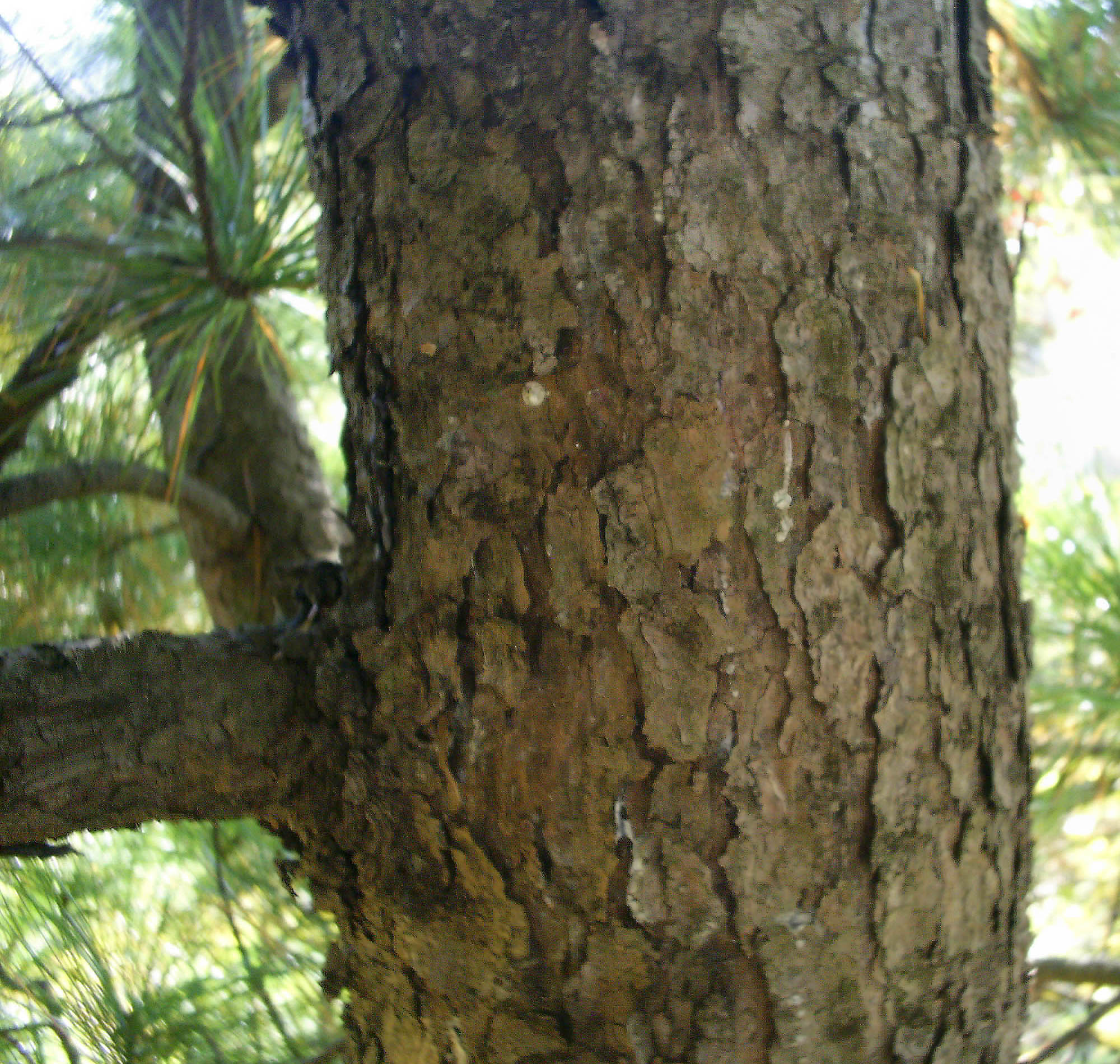
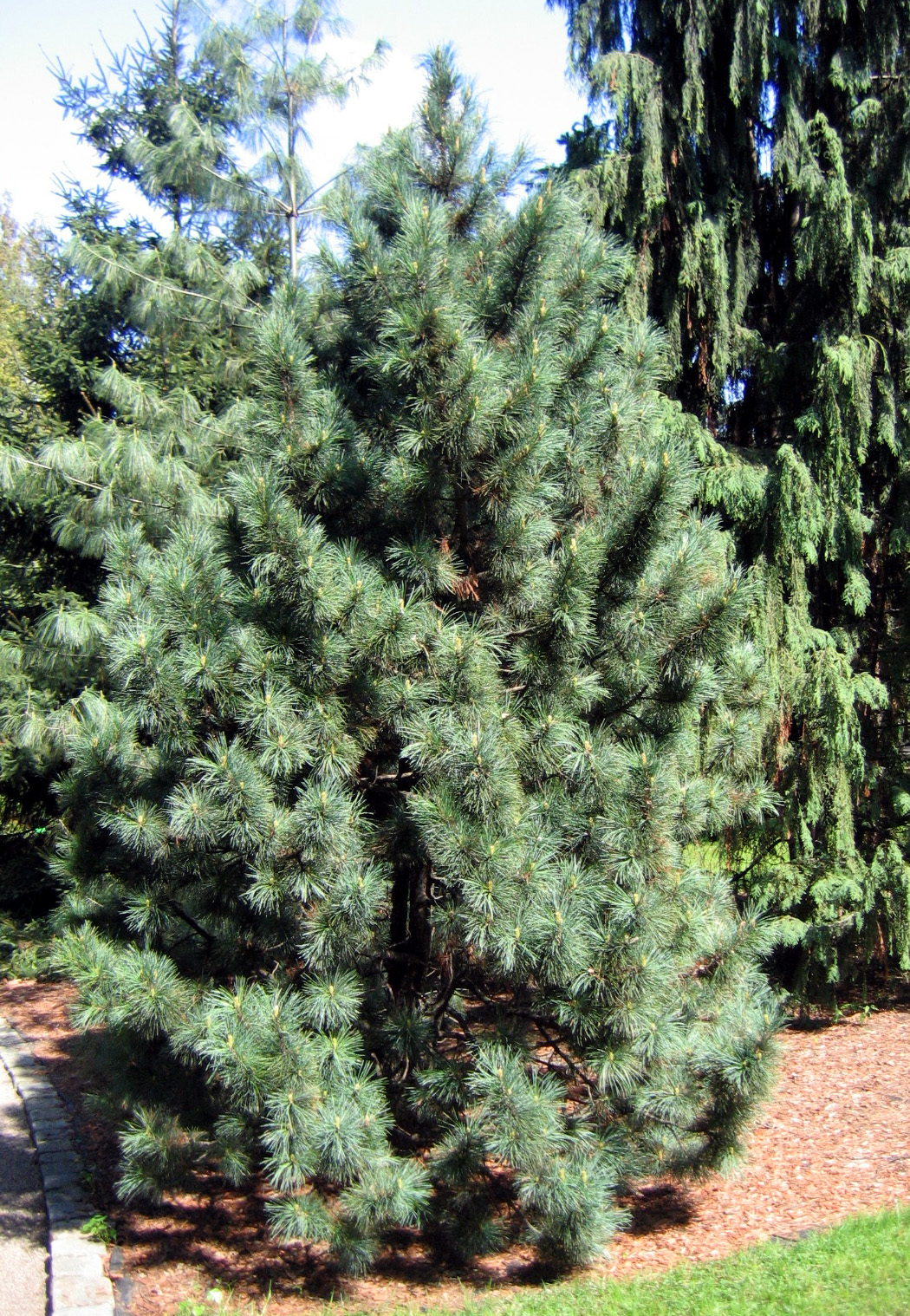
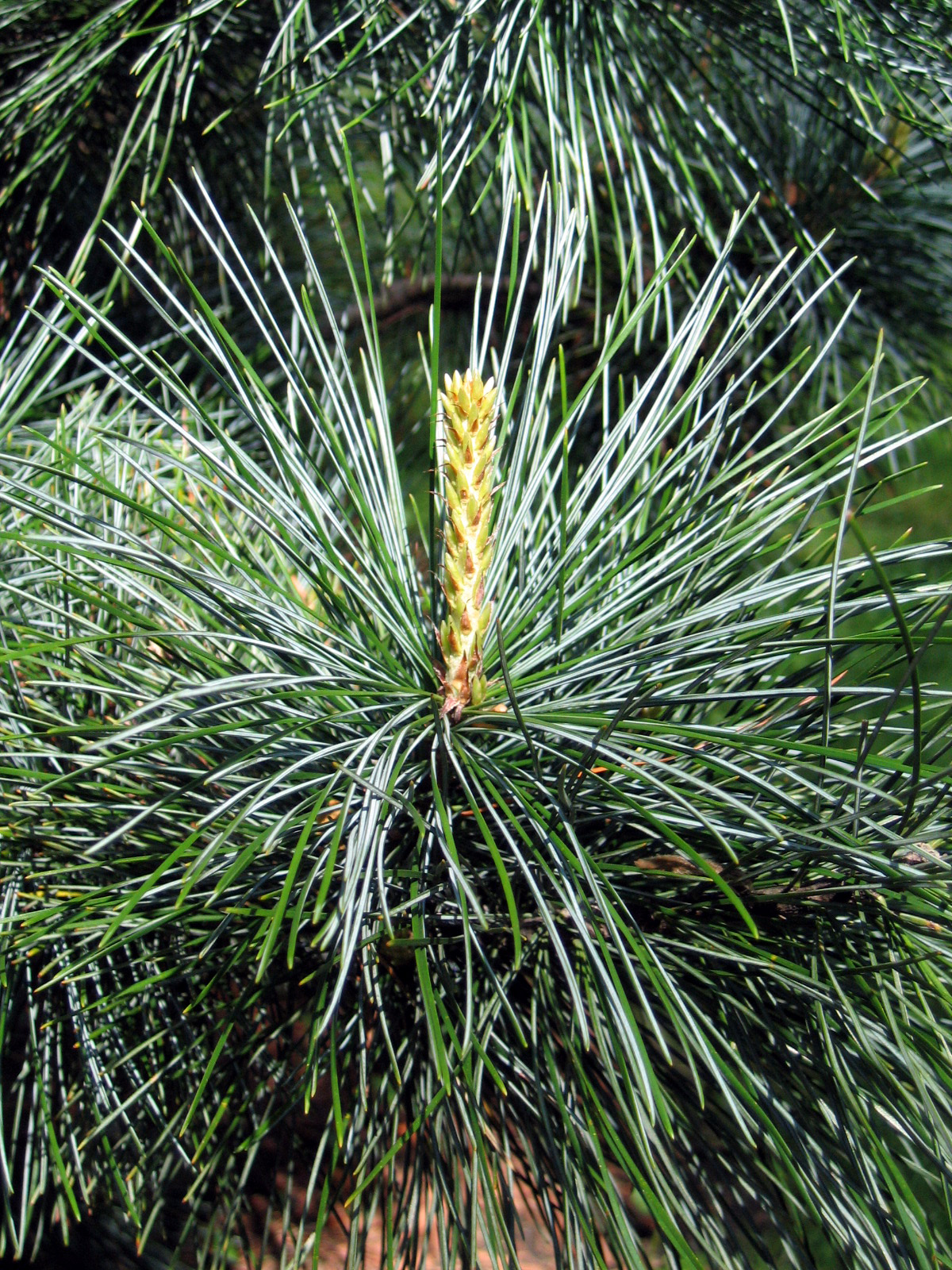
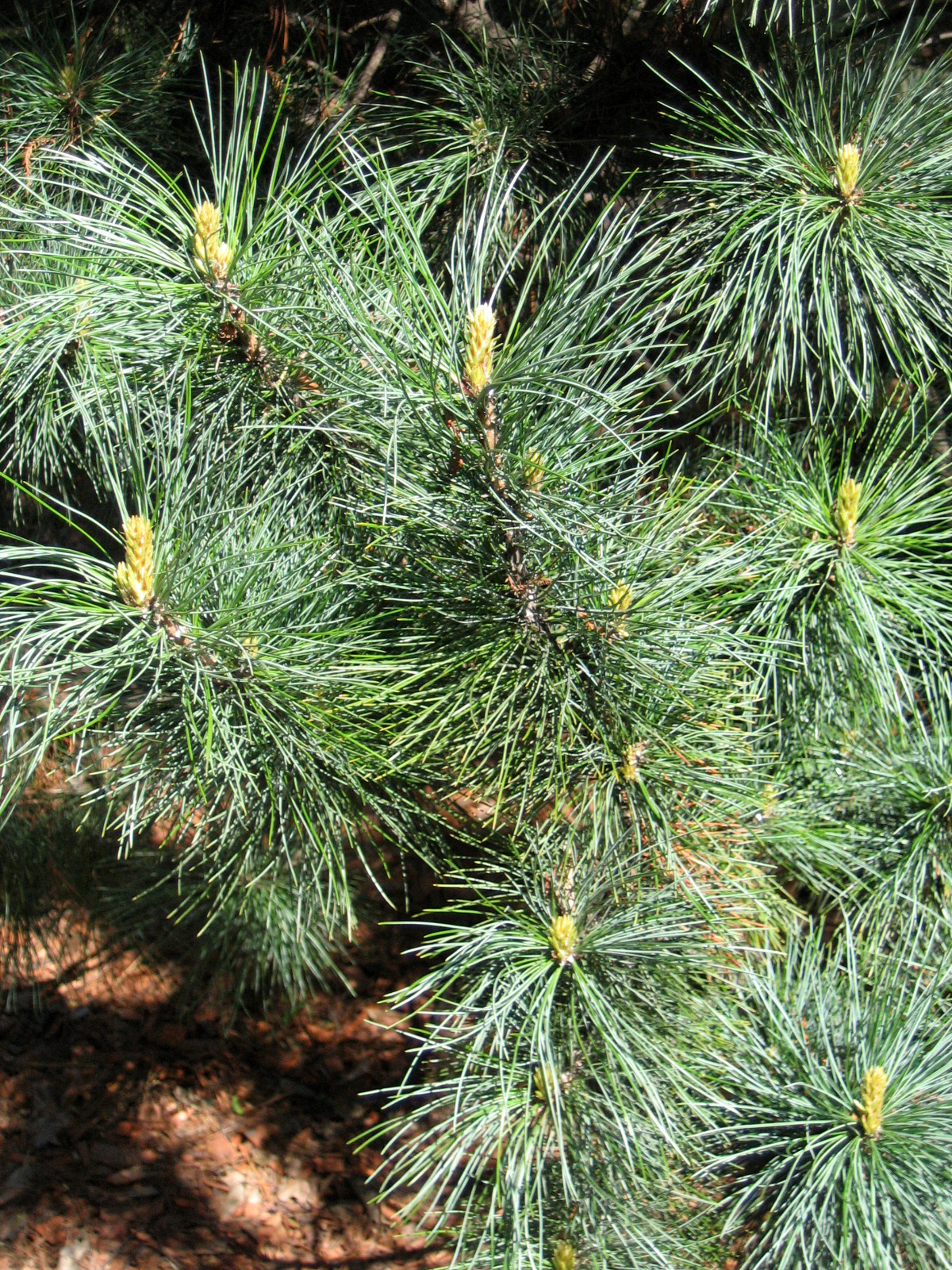
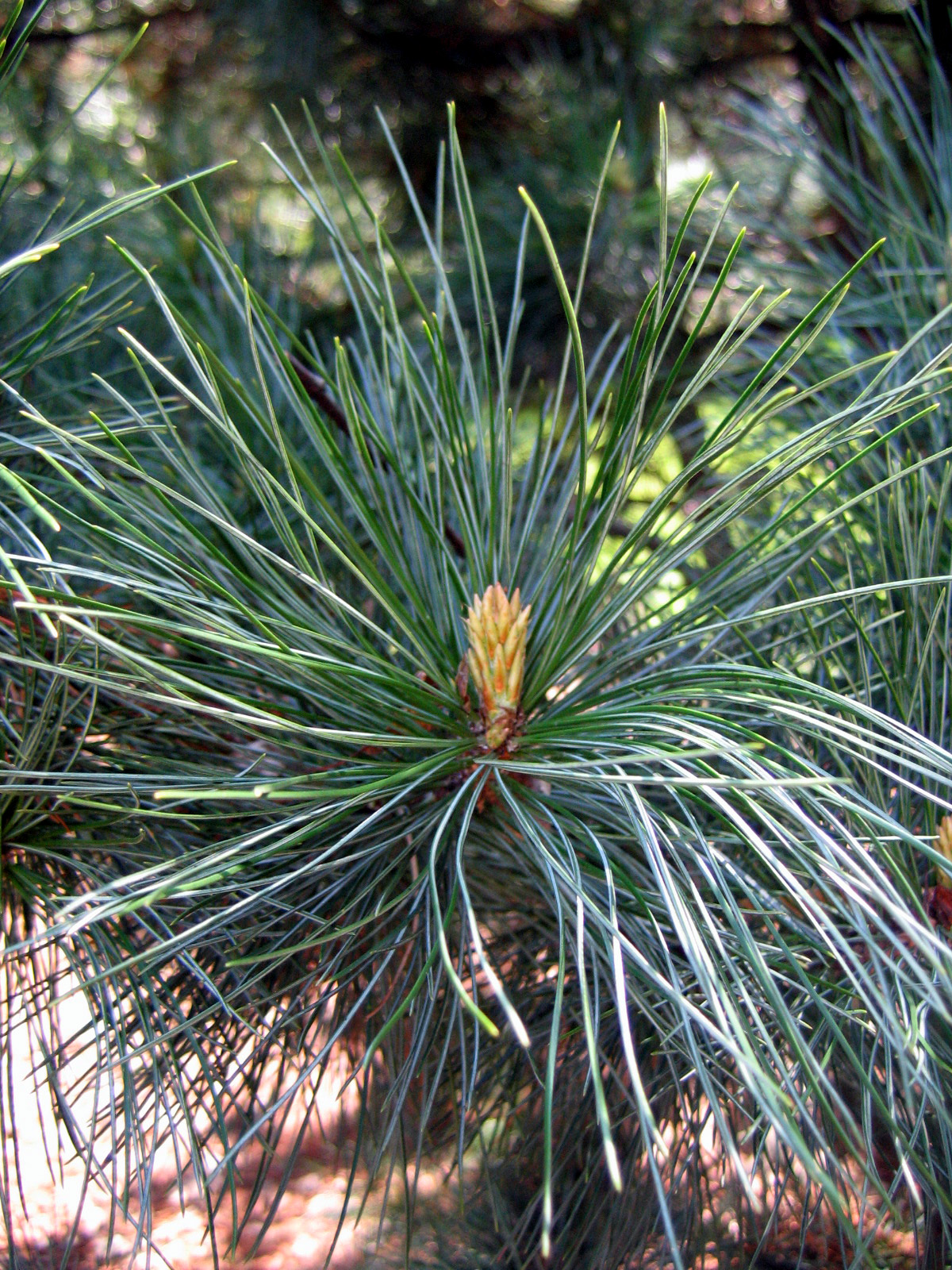